# Rebecca Dussault
Rebecca Dussault es una deportista estadounidense que compitió en triatlón. Ganó dos medallas en el Campeonato Mundial de Triatlón de Invierno en los años 2009 y 2010.

## Palmarés internacional
| Campeonato Mundial | Campeonato Mundial        | Campeonato Mundial | Campeonato Mundial |
| Año                | Lugar                     | Medalla            | Prueba             |
| ------------------ | ------------------------- | ------------------ | ------------------ |
| 2009               | Gaishorn am See (Austria) | Medalla de bronce  | Individual         |
| 2010               | Eidsvoll (Noruega)        | Medalla de oro     | Individual         |